# Sân bay quốc tế Port-Gentil
Sân bay quốc tế Port-Gentil là một sân bay ở in Port-Gentil, Gabon (IATA: POG, ICAO: FOOG). Sân bay này có một đường băng dài 1870 m rải nhựa đường

## Các hãng bay theo lịch trình
- Air France (Paris CDG)
- Air Service Gabon (Libreville)
- Gabon Airlines (Libreville)
- Ivoire Airways (Douala, Libreville)
- National Regional Transport (Libreville, Oyem)
- SCD Aviation (Douala, Libreville)